# Hemignathus vorpalis
Il nukupuu gigante o, più correttamente, nuku-puʻu gigante (Hemignathus vorpalis James & Olson, 2003) è un uccello passeriforme estinto della famiglia Fringillidae.

## Etimologia
Il nome scientifico di questi uccelli, vorpalis, è un riferimento alla lama vorpale, fantomatica spada da utilizzare per uccidere il Ciarlestrone nella poesia nonsense "Jabberwocky" di Lewis Carroll, contenuta nel libro Attraverso lo specchio e quel che Alice vi trovò: questo nome (adattato in latino) venne scelto dagli scopritori della specie in riferimento alla forma della parte superiore del becco.

## Descrizione
In base ai reperti finora rinvenuti (parti di cranio, di becco e di ossa delle zampe), il nukupuu gigante (come del resto intuibile dal nome comune) era più grosso e massiccio rispetto alle specie congeneri ancora viventi, sfiorando i 20 cm di lunghezza, ai quali andava sommato il particolare becco, caratterizzato da una parte superiore lunga quasi due terzi del corpo e solo leggermente incurvata (a differenza degli altri Hemignathus, nei quali la parte superiore del becco è uncinata), a forma di sciabola (da cui il nome scientifico), mentre la sua parte inferiore era molto più corta, circa un terzo rispetto a quella superiore. Queste misure rendevano il nukupuu gigante uno dei fringillidi di maggiori dimensioni mai esistiti. Essendone note solo le ossa allo stato subfossile, non se ne conosce la colorazione, tuttavia si ritiene che questi uccelli avessero livrea paragonabile a quella dei nukupuu e dell'akiapolaau attuali, con parti ventrali gialline, parti dorsale verde oliva, mascherina facciale nera e dimorfismo sessuale con maschi dalla colorazione più accesa.

## Biologia
Mancano elementi di qualsiasi tipo che aiutino a definire la biologia del nukupuu gigante: le grosse dimensioni e le forti zampe hanno portato gli studiosi ad ipotizzare che questi uccelli fossero maggiormente terricoli rispetto agli altri drepanidini e si comportassero in maniera paragonabile ai kiwi o il weka, spostandosi al suolo nel denso sottobosco ed utilizzando il peculiare becco allungato nella sua porzione superiore per scostare fogliame e detriti, mettendo allo scoperto insetti ed altri invertebrati dei quali la loro dieta doveva molto verosimilmente composta.

## Distribuzione e habitat
I resti di questi uccelli sono stati rinvenuti nella porzione sud-orientale dell'isola di Hawaii, della quale la specie doveva essere endemica. Il suo habitat doveva essere rappresentato dalle foreste mesiche a prevalenza di ohia lehua e koa, con presenza di denso sottobosco.

## Estinzione
I resti ascrivibili a questo uccello rinvenuti finora risalgono a un periodo compreso fra i 3000 e i 1500 anni fa: probabilmente, la specie risentì dell'arrivo dei coloni polinesiani nell'arcipelago delle Hawaii, oppure si estinse ancor prima, durante la transizione Pleistocene-Olocene e i cambiamenti climatici ad essa connessi.